# Clemente Mapelli
Clemente Mapelli (Bergamo, 17 ottobre 1843 – Roma, 28 febbraio 1922) è stato un patriota italiano. Partecipò alla Spedizione dei Mille

## Biografia
Figlio di Giuseppe Mapelli e Rosa Durioni, nacque a Bergamo il 17 ottobre 1843. 

 Non ancora diciassettenne, abbandonò il liceo per arruolarsi con Garibaldi e prendere parte alla Spedizione dei Mille nel maggio 1860. Fu assegnato all'8ª "Compagnia di ferro" dei Bergamaschi, comandata dal pavese Angelo Bassini dove compì tutta la Campagna con ardimento e coraggio compiendo atti eroici durante tutte le battaglie combattute.
Dopo l'impresa tornò a Bergamo, proseguì gli studi e si laureò in medicina, esercitando poi la professione in città, dove si sposò.
Per effetto della legge 22 gennaio 1865 ebbe la pensione dei Mille. Si trasferì a Roma nel 1874 dove visse per il resto della sua vita.
Nell'elenco ufficiale dei partecipanti all'impresa, pubblicato sulla Gazzetta Ufficiale del Regno d'Italia del 12 novembre 1878, lo si trova al numero 589.
Morì a Roma il 28 febbraio 1922. 